# Edelrauthütte
De Edelrauthütte (ook: Eisbruggjochhütte, Italiaans: Rifugio Passo Ponte di Ghiaccio) is een berghut in de Zillertaler Alpen in de Italiaanse provincie Zuid-Tirol, niet ver van de grens met de Oostenrijkse deelstaat Tirol. De hut ligt op de top van het Eisbruggjoch, een 2545 meter hoge bergpas die het Pfunderer Tal met het Lappacher Tal verbindt. Veel beklommen bergtoppen vanaf de Edelrauthütte zijn de Hochfeiler (3510 meter), de Hoher Weißzint (3371 meter), de Hohe Warte (3055 meter) en de Großer Möseler (3479 meter).

## Geschiedenis
Over de naam van de hut heeft altijd discussie bestaan. Aanvankelijk werd de hut vernoemd naar het gezelschap dat ten grondslag aan de berghut lag, de Alpinen Gesellschaft Edelraute van de Österreichischer Alpenklub uit Wenen. Nadat de Italiaanse regering na afloop van de Eerste Wereldoorlog in het kader van de uitvoering van het Verdrag van Saint-Germain beslag legde op de bezittingen van Duitse en Oostenrijkse alpenverenigingen in Zuid-Tirol, veranderde zij gezien de italianiseringspolitiek die zij doorvoerde de Duitse naam in Rifugio Passo Ponte di Ghiaccio. De Duitse vertaling hiervan, Eisbruggjochhütte, werd door de plaatselijke bevolking vervolgens in toenemende mate gebruikt. In de officiële statuten staat de berghut nog steeds beschreven als Edelrautehütte (dus met -e-); de hut moet echter niet worden verward met de Edelrautehütte in de Rottermanner Tauern in de Oostenrijkse deelstaat Stiermarken.
De plannen voor een hut aan het Eisbruggjoch, die het alpinisme rondom de Hochfeiler voor de toeristen moest vergemakkelijken, ontstonden reeds in 1895 bij de sectie Berlijn van de Deutscher und Österreichischer Alpenverein (DuÖAV). De Österreichischer Alpenklub uit Wenen wist in 1906 beslag te leggen op een bouwterrein nabij de bergpas. Het jaar daarop werd er een hut gebouwd, die op 17 augustus 1908 werd geopend. De hut werd in de beginjaren goed bezocht; in de slechte zomer van 1910 brachten nog altijd 95 bergbeklimmers een bezoek aan de hut, in die tijd een grote hoeveelheid.
Na de Eerste Wereldoorlog werd de hut toegekend aan de sectie Brixen van de Clup Alpino Italiano. Na de Tweede Wereldoorlog werd de Edelrauthütte sterk verwaarloosd en pas vanaf 1950 werd de hut in ere hersteld en opnieuw uitgebaat. Vanwege toenemende politieke spanningen rondom de autonomie van Zuid-Tirol werd de hut in 1964 door het Italiaanse leger bezet. Pas vanaf 1972 was de hut opnieuw toegankelijk voor toeristen. De Edelrauthütte groeide daarop dermate in populariteit, dat op topdagen halverwege de jaren 70 ruimtetekort ontstond. In 1976 volgde daarop een uitbreiding met onder andere een winterverblijf en niet veel later werd de hut aangesloten op het elektriciteitsnet. De Edelrauthütte bleef tot 1999 in het Demanio Pubblico dello Stato – Ramo Guerra, met andere woorden, "Staatsdomein, oorlogsafdeling". Daarna kwam de hut net als alle andere berghutten in de regio in handen van de provincie Zuid-Tirol.